# Priosphenodon
Priosphenodon – rodzaj sfenodonta z rodziny hatteriowatych (Sphenodontidae) żyjącego w późnej kredzie w Ameryce Południowej. Gatunkiem typowym rodzaju jest Priosphenodon avelasi, opisany w 2003 roku przez Sebastiána Apesteguíę i Fernanda Novasa na podstawie licznych skamieniałości odkrytych na terenie górnokredowej formacji Candeleros w prowincji Río Negro w północno-zachodniej Patagonii. Obejmuje ona osady datowane na cenoman i turon. Szczątki P. avelasi odnaleziono w piaskowcach rzecznych w pobliżu szczątków węży, żółwi, krokodylomorfów, teropodów, zauropodów, ssaków i ryb dwudysznych. Holotypem P. avelasi jest szkielet osobnika dorosłego (MPCA 300). W 2014 roku Apesteguía i Carballido opisali drugi gatunek – P. minimus. Jego szczątki pochodzą ze środkowej Patagonii, z osadów wczesnego albu, i są o ok. 12 mln lat starsze od sfenodontów z północnej Patagonii i reprezentują najmłodszego znanego przedstawiciela Eilenodontinae.
Priosphenodon miał trójkątną, głęboką i masywną czaszkę kończącą się zaostrzoną strukturą przypominającą dziób, prawdopodobnie zbudowaną z zębów przedszczękowych. Miał homodontyczne uzębienie, zęby znajdujące się bliżej tyłu szczęk były większe. W porównaniu do kości udowej kość ramienna jest dłuższa niż u wszystkich innych sfenodontów. Priosphenodon jest jedynym znanym lepidozaurem mającym niemal kwadratowe, dystalnie rozszerzone paliczki paznokciowe. P. avelasi był masywnie zbudowany i osiągał największe rozmiary spośród wszystkich znanych lądowych sfenodontów – dorosłe osobniki mogły przekraczać 1 m długości. Z kolei P. minimus jest najmniejszym znanym przedstawicielem Eilenodontinae i dowodzi, że również u niektórych sfenodontów z tej grupy dochodziło do karłowacenia.
Według analizy filogenetycznej przeprowadzonej przez Apesteguíę i Novasa Priosphenodon należy do wymarłej grupy Opisthodontia, siostrzanej dla Sphenodontinae, obejmującej również rodzaje Opisthias, Toxolophosaurus i Eilenodon. W 2007 roku Albino zsynonimizowała Priosphenodon z Kaikaifilusaurus, z czym zgodził się Apesteguía (2008) w swojej dysertacji doktorskiej, jednak w 2014 roku wraz z Carballido ponownie uznał ten rodzaj za ważny, wskazując, że cechy użyte do zdiagnozowania Kaikaifilusaurus powszechnie występują u Eilenodontinae.
Zapis kopalny kredowych sfenodontów jest znacznie uboższy niż triasowy i jurajski, co sugerowało, iż wówczas stały się one znacznie rzadsze. Odnalezienie skamieniałości ponad stu osobników Priosphenodon dowodzi jednak, że przynajmniej w niektórych kredowych ekosystemach na terenach Gondwany odgrywały one istotną rolę.